# Matrikelnummer
Eine Matrikelnummer ist ein Identifikator zur Personenkennzeichnung – eine spezifische Kennung, die eine Person in einem Personenverzeichnis (Matrikel) eindeutig identifiziert. Matrikelnummern ermöglichen eine eindeutige Identifizierung einer Person auch dann, wenn dies anhand des Namens oder einer Kombination von Name und Geburtstag und -ort allein nicht möglich ist. Da die Nummern nur einmal vergeben werden, lässt sich auch über längere Zeiträume diese Zuordnung zurückverfolgen.

## Verwendung
Der Begriff Matrikelnummer ist heutzutage vor allem an Universitäten und Hochschulen üblich. Andere Personenkennzeichen, etwa die Sozialversicherungsnummer, werden nicht als Matrikelnummer bezeichnet.
In Österreich und der Schweiz enthält die Matrikelnummer die Universität, das Jahr und eine fortlaufende Nummer, die bei der Einschreibung zum Studium (Immatrikulation) vergeben wird. Sie ist daher landesweit eindeutig. Österreichische Fachhochschulen vergeben äquivalent zu den Matrikelnummern sogenannte Personenkennzahlen, die sich aus einer Kombination des Einschreibungsjahres, Winter- oder Sommersemester, Kennzahl des Studienganges und einer fortlaufenden Nummer zusammensetzt. Daher erfolgt auch eine Veränderung, wenn beispielsweise ein nachfolgendes Masterstudium begonnen wird. In Deutschland wird die Matrikelnummer jedem Studenten von der Hochschule bei der Einschreibung zugewiesen und ist nur innerhalb der Hochschule eindeutig.

## Matrikelnummer bei Streitkräften
Neben Studenten erhalten auch Soldaten eine Matrikelnummer. Bei der Bundeswehr wird sie Personenkennziffer (PK) genannt. Bei der Schweizer Armee ist es die AHV-Nummer der betroffenen dienstpflichtigen Person. Auch die Angehörigen der französischen Fremdenlegion erhalten eine eindeutige Matrikelnummer (frz. Matricule), die seit ca. 1953 sechsstellig ist. In der III. Genfer Konvention über die Behandlung von Kriegsgefangenen ist festgelegt, dass ein Gefangener auf Befragen nur zur Nennung seines Namens, Vornamens und Dienstgrades, seines Geburtsdatums und der Matrikelnummer oder, wenn diese fehlt, einer anderen gleichwertigen Angabe verpflichtet ist.